# 咸水沽站
咸水沽站，位于天津市津南区双桥河镇宝源路、天津铁路枢纽津南支线JNK10+780米处，隶属于蓟港铁路有限责任公司。

## 技术概况
位于双线区间，上行方向为民生村站，站间距为10.388 km，下行方向为邓善沽站，站间距为15.319km。通过双线的津南支线接入李港铁路新北大港站，站间距为12.436km。
既有正线4条，到发线2条，有效长为1 050 ～ 1 461m。专用线3条，有效长851～1 081m。既有50m×5m×0.3m基本站台一座。铁厂专用线在南端引入，设有交接线2条。东大仓贸公司专用线、粮库专用线在本站引入。站内设有货场(外津储运场) 一处。

## 历史
1999年蓟港铁路一期，咸水沽站下行单线的津南支线，分别接入李港铁路的新北大港站和津南线路所（再经官港站、邓善沽站到南疆港）。
2008年蓟港铁路扩能改造工程，沿马厂减河北侧新建双线至邓善沽站。原津南支线扩建第二线，立交接入李港铁路新北大港站。2023年6月，实施电化改造。